# Matthias Reim
Matthias Reim (* 26. listopad 1957, Korbach, Hesensko) je německý zpěvák, kytarista a hudební skladatel.

## Související umělci
- Roberto Blanco
- Bernhard Brink
- Christoph Brüx
- Jürgen Drews
- Tina York
- Bonnie Tyler (Salty rain, Forget it)

## Alba
Seznam alb od roku 1990:
- 1990: Reim[2]
- 1991: Reim 2
- 1993: Sabotage (sabotáž)
- 1994: Zauberland (Země Oz)
- 1995: Wonderland (Země divů) (Zauberland v Kanada)
- 1995: Alles Klar
- 1997: Reim 3
- 1998: Sensationell
- 1999: 10 Jahre intensiv
- 2000: Wolkenreiter
- 2002: Morgenrot
- 2003: Reim
- 2004: Déjà Vu
- 2005: Unverwundbar
- 2006: Die Fan-Edition
- 2007: Männer sind Krieger
- 2010: Sieben Leben
- 2013: Unendlich
- 2014: Die Leichtigkeit des Seins
- 2016: Phoenix